# Diego del Real Galindo
Diego Alan del Real Galindo (Monterrey, 6 de marzo de 1994) es un lanzador de martillo mexicano.
Compitió en lanzamiento de martillo masculino en los Juegos Olímpicos de Verano de la Juventud de 2010, quedando primero en la final B  y luego cuarto en los Juegos Olímpicos de Verano de 2016. 

## Biografía
Ha participado en competencias nacionales e internacionales como los Juegos Panamericanos de Guadalajara, con medalla de Plata en el Campeonato Panamericano Jr. Miramar 2011, Medalla de Oro en el Torneo Centroamericano de Lanzamiento de Martillo, Medalla de Oro en San Salvador 2012, Medalla de Plata en el Torneo Centroamericano y del Caribe de Morelia 2013 y obtuvo el primer lugar, ganando la medalla de oro en los Juegos Panamericanos de Colombia 2013.
También es conocido como “El Gato” apodo que tiene desde pequeño. Estudió en la Universidad Autónoma de Nuevo León. Es entrenado por Alejandro Laverdesque.

## Mejor marca personal
| Evento                  | Resultado | Evento     | Fecha               |
| ----------------------- | --------- | ---------- | ------------------- |
| Lanzamiento de martillo | 78.86m A  | Nuevo León | 24 de abril de 2021 |